# Acontia microptera
Acontia microptera är en fjärilsart som beskrevs av Paul Mabille 1879. Acontia microptera ingår i släktet Acontia och familjen nattflyn. Inga underarter finns listade i Catalogue of Life.